# Искра (лист 1881)
Искра : шаљиве збиље - хумор сатире : Додатак "Новом веку" је српски хумористички лист. Лист је штампан у Београду. Први број је изашао 4. августа 1881. године, а  задњи септембра 1881. године.

## Историјат
Искра је лист шаљиве збиље, хумора и  сатире. Изашао је  само у 3 броја. Представљао је бесплатан шаљив додатак листу Нови век. Лист Нови век је лист за политичке, привредне и просветне интересе народа. Такође се и у шаљивом додатку уредник трудио да задовољи интересе народа.

### Уредник
Уредник листа је Велимир Ж. Јовановић.

### Место издавања и штампарија
Лист је штампан у Штамарији Задруге штампрских радника, у Београду.

### Периодичност излажења
Лист је излазио три пута месечно, 1., 10. и 20. у месецу.